# Balambu
Balambu (nep. बलम्बु) – gaun wikas samiti w środkowej części Nepalu w strefie Bagmati w dystrykcie Katmandu. Według nepalskiego spisu powszechnego z 2001 roku liczył on 1124 gospodarstw domowych i 5164 mieszkańców (2595 kobiet i 2569 mężczyzn).